# Jacob Bernoulli
Jacob Bernoulli (còn được biết đến với tên James hoặc Jacques) (27 tháng 12 năm 1654 – 16 tháng 8 năm 1705) là nhà Toán học người Thụy Sĩ. Cống hiến chủ yếu của ông là vào Hình học giải tích, Lý thuyết xác suất, Phép tính biến phân. Bất đẳng thức Bernoulli thường được dạy trong trường phổ thông mang tên này để vinh danh ông. Bernoulli cùng với Newton và Leibniz là một trong những người đầu tiên phát triển phép tính Vi phân và Tích phân nhưng ông đã có những tìm hiểu cao hơn. Cuốn sách về Lý thuyết xác suất của ông mãi đến năm 1713, tức là 8 năm sau khi Bernoulli mất, mới được xuất bản. Ông còn có một người em trai kém 12 tuổi cũng là một nhà Toán học nổi tiếng Johann Bernoulli, gia đình nhà Bernoulli về sau còn sản sinh ra nhiều nhà Toán học tài năng.